# Guille Mealla

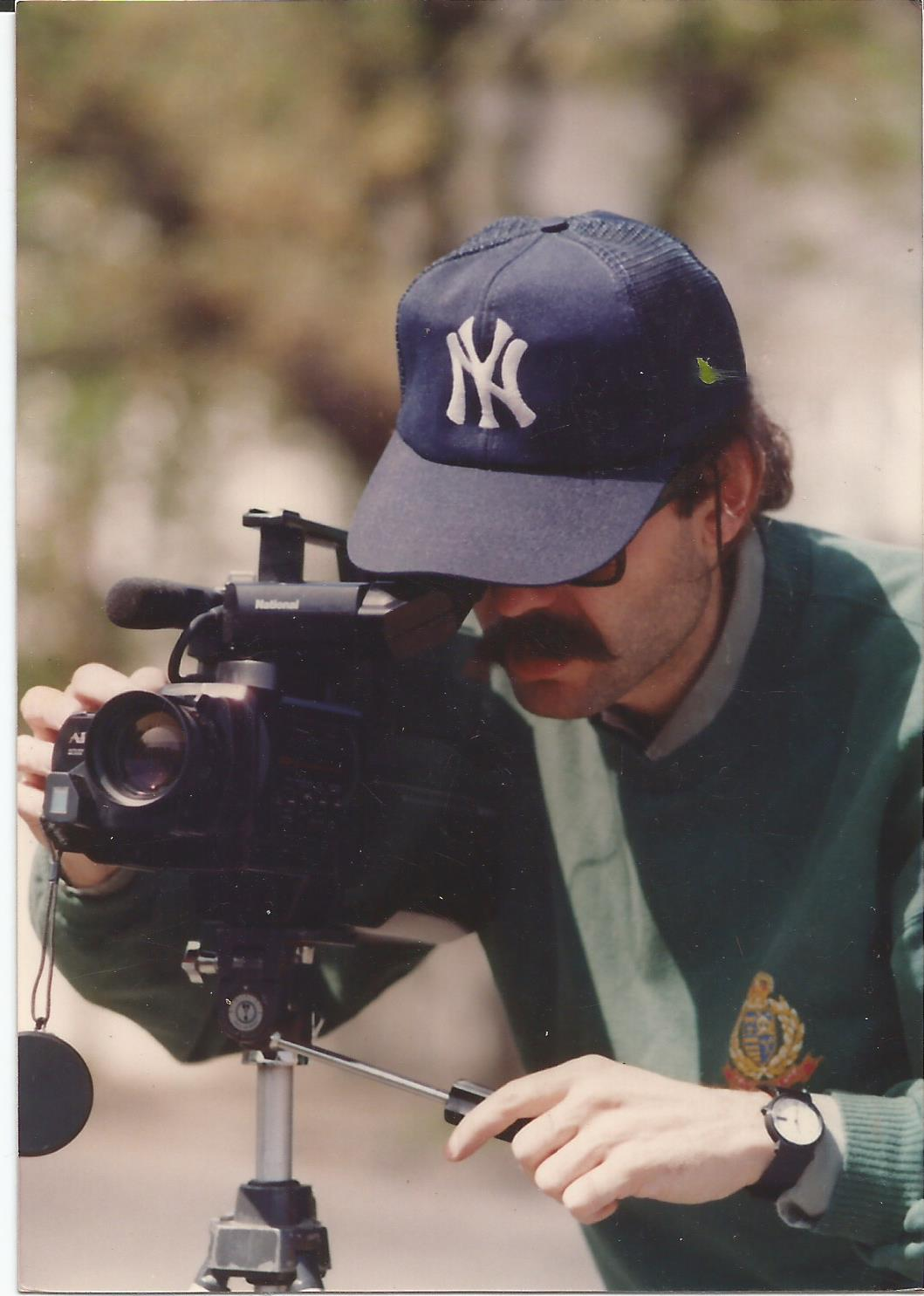

Guille Mealla (Ciudad de Buenos Aires, Argentina, 22 de noviembre de 1957) es un director, productor y guionista de radio, televisión y teatro. En 1997 Mealla recibió el premio «Daniel Tynayre» por su documental Fabricantes de Ilusiones; y, el premio «Mestre Mateo» por El País de Nomeacuerdo. Mealla reside en Madrid.

## Biografía
Mealla egresó en 1977 como Ingeniero de Sonido y Operador de Radio y Televisión, del Instituto Superior de Enseñanza Radiofónica (ISER). Posteriormente estudia actuación y clown junto a  Augusto Fernándes, Carlos Gandolfo, y Ricardo Berhens, también dirección de actores con Lito Cruz, montaje con Claire Liz Panzer, y dirección documental con Simón Feldman.
Mealla fue profesor en la Universidad de Palermo, Universidad del Salvador y Universidad de Santiago de Compostela. Trabajó como director de programas en Canal 13, Radio Continental, y Radio Mitre y fue fundador de la Formación de Cuentacuentos. Imparte cursos de narración oral y de fotografía y vídeo par agentes inmobiliarios by RE/MAX University.
Es socio fundador de la Editorial Tales & Tales, especializada en la difusión de la Pedagogía Waldorf y de Radio la Argentina, una radio para los argentinos radicados en el exterior.
Mella es autor de La Comedia es Divina, Piedra, Papel o Tijera, Argentinoz, de la A hasta la Z, Los tres pelos de oro del Diablo, una puesta en escena del cuento de los Hermanos Grimm, Cantar para vivir, Curso básico de Fotografía y Vídeo para agentes inmobiliarios'’ y, más recientemente, de El agente empático.
Su obraCantar para Vivir’’ fue entrenada en el año 2015 en la Academia de las Artes y las Ciencias Cinematográficas de España.
Desde el 2005, vive en Madrid, llevando actualmente distintos proyectos así como la dirección y docencia de la escuela «El Jovencito Hitchcock»  escuela de cine para niños en colaboración con la Academia de Cine y la dirección de la productora audiovisual Madrid Films.

## Filmografía

### Director
- El buen camino (2016). Documental que trata de los 125 años transcurridos desde la fundación de la Parroquia Santísima Trinidad en Collado Villalba.
- Cantar para vivir (2015). Documental presentado en la sala de la Academia de las Artes y las Ciencias Cinematográficas de España. Sobre el mismo trabajo se ha editado el libro con entrevistas que incluye versión en DVD de la obra cinematográfica.
- Construyendo “La Biblioteca de Scardanelli” (2014). Documental protagonizado por Hernán Gené sobre la puesta en escena de la obra teatral “La Biblioteca de Scardanelli”
- ‘’Escuela Waldorf de Aravaca (2012). Documental centrado en la experiencia de graduados de la Escuela Waldorf de Aravaca.
- Táctica, La banda (2010). Documental sobre la banda madrileña “Táctica”.
- El país de nomeacuerdo (2005). Documental ganador del premio Premios Mestre Mateo 2005.
- Fabricantes de ilusiones (1996). Documental en torno a pioneros del cine argentino. Rodada íntegramente en los estudios de Argentina Sono Film. Ganador del premio Daniel Tinayre al mejor documental.
- Gabriel Salomón en San Petersburgo (1992). Documental sobre una exposición del pintor Gabriel Salomón en San Petersburgo. El documental se fundamenta en los registros cinematográficos realizados por Gabriel Salomón.[7]

### Productor
- El buen camino (2016)
- Cantar para vivir[8] (2015)
- Construyendo “La Biblioteca de Scardanelli” (2014)
- EWA - Despedida de la promoción 2012 (2012)
- Táctica, La banda (2010)
- O tren que me leva (2005) - Jefe de producción
- Fabricantes de ilusiones (1996)
- Gabriel Salomón en San Petersburgo (1992)

### Guionista
- El buen camino (2016)
- Cantar para vivir (2015)
- Construyendo “La Biblioteca de Scardanelli” (2014)
- ‘’Escuela Waldorf de Aravaca (2012)
- Táctica, La banda (2010)
- El país de nomeacuerdo (2005)
- Fabricantes de ilusiones (1996)
- Gabriel Salomón en San Petersburgo (1992)

### Sonidista
- El otro partido (2016)
- Cantar para vivir (2015)
- Jesus tierra de todos[9] (2015)
- Construyendo “La Biblioteca de Scardanelli” (2014)
- Vampyres (2014)
- EWA - Despedida de la promoción 2012 (2012)
- Táctica, La banda (2010)
- Gabriel Salomón en San Petersburgo (1992)

## Libros
- El agente empático
- La comedia es divina
- Piedra, papel o tijera'' (Con Diana Tessari)
- Curso básico de fotografía y vídeo para agentes inmobiliarios.
- Argentinoz, de la A hasta la Z

## Productor discográfico
- Daemon (2014). Coro de Jóvenes de Madrid.
- Sing for Peace’' (2014) Coro de Jóvenes de Madrid.
- Canciones infantiles para todo el año (2013). Producido por la Editorial Rudolph Steiner.[10]
- Dous contos (2004). Obra de musical narrada.